# 의성세계연축제
의성세계연축제는 경상북도 의성군에서 개최하는 전통 연 축전이다.